# 경기도립김포도서관
경기도립 김포도서관은 대한민국 경기도 김포시에 있는 도립 도서관으로서, 경기중앙교육도서관의 분관이다.

## 연혁
- 1984.11.20도서관 건물 착공
- 1985.05.29김포군립도서관 설립 조례 공포
- 1985.09.16도서관 건물 준공
- 1985.11.09김포군립도서관 개관
- 1991.03.26경기도립김포도서관으로 명칭변경
- 1996.03.01경기도립김포도서관 문화학교 지정
- 1999.01.15경기도립중앙도서관김포분관으로 명칭변경
- 2001.04 경기도교육청 지정 김포지역 평생학습관
- 2002.03 디지털자료실 개실
- 2003.12 전자도서관 웹 서비스 개시
- 2004.05 참고실, 정기간행물실 확장 이전 및 보존서고 모빌렉 설치
- 2004.12 2004년 경기도 공공도서관 평가 우수상 수상
- 2005.09.26 제4회 전국평생학습축제 "전국학습동아리겨루기한마당" 공연 발표 부문 부총리 겸 교육인적자원부장관상(대상) 수상
- 2007.03 경기도교육감 지정 김포지역 평생학습관(~2008.12.31)
- 2007.09 제2회 희망경기 평생학습 수원축제 "평생학습동아리 문화공연 경연 대회" 금상 수상
- 2013.04 경기도교육감 지정 김포지역 평생학습관(~2014.12.31)

## 이용 안내
이용 시간
휴관일
- 매주 월요일
- 일요일을 제외한 관공서의 공휴일 (단, 일요일과 겹치는 공휴일은 휴관)
- 기타 운영상 필요에 의해 관장이 지정한 날
- 국가임시공휴일